# 刘婷婷 (体操运动员)
刘婷婷（2000年9月6日—），广东省广州花都区人，中國女子體操運動員。2018年，獲得第48屆世界體操錦標賽平衡木的金牌，加冕平衡木世界冠軍。

## 簡歷
刘婷婷出身于一个普通家庭，但身上有着超凡的运动天赋。在她5岁那年，父母抱着锻炼身体的想法，把她送去练体操，結果很快她就被选进花都体育俱乐部训练，后来输送到伟伦体校受训。
2015年10月，刘婷婷參加首届全国青运会体操女子全能决赛，在自由体操、高低杠、平衡木和跳马四项比赛中发挥稳定，最終以47.733分夺得冠軍。隨後，她又在高低杠和平衡木比賽中赢得冠军。
2016年7月，刘婷婷原定入選里约奥运会中国体育代表团，但在训练中意外伤到手掌，队伍担心若她坚持训练，將不利于伤势恢复；而且考虑到她比较年轻且从未参加过世界大赛，所以决定由经验更为丰富的替补队员谭佳薪顶替其出战里约。

## 教練評價
中国国家队教练陆乐認為刘婷婷动作漂亮、临场调节和发挥很好、沉着冷静。她的优势在于各项目都很强，动作规格高，重要是她训练认真，高标准要求自己。刘婷婷已经是国家队重点培养对象，尽管她年级尚轻，但国家队黄玉斌、王群策、徐惊雷和陆乐都在指导她，只要她认真努力训练，抓好冬训，提高自己，未来可期，尤其在高低杠和平衡木项目上。